# Litsea jaswirii
Litsea jaswirii är en lagerväxtart som beskrevs av Francis S.P. Ng. Litsea jaswirii ingår i släktet Litsea och familjen lagerväxter. Inga underarter finns listade i Catalogue of Life.